# منتخب بروناي تحت 20 سنة لكرة القدم
منتخب بروناي تحت 20 سنة لكرة القدم (بالإنجليزية: Brunei national under-21 football team)‏ هو ممثل بروناي الرسمي في المنافسات الدولية في كرة القدم في فئة كرة قدم تحت 21 سنة للرجال، يديريه اتحاد بروناي لكرة القدم. تأسس في 1970.